# H. V. Productions
H. V. Productions foi uma companhia cinematográfica estadunidense pertencente ao produtor Harry Vallet, responsável pela produção de alguns filmes nos anos 1920.

## Filmografia
- Secrets of Paris (1922)[1]
- The Thrill Seekers (1927)[1]
- God of Mankind (1928)[1]
- Eagle of the Night (seriado, 1928)[2]